# Gillian Robespierre
Gillian Robespierre (29 de junio de 1978)es una directora y escritora estadounidense, conocida por escribir y dirigir las películas Obvious Child y Landline.

## Primeros años de vida

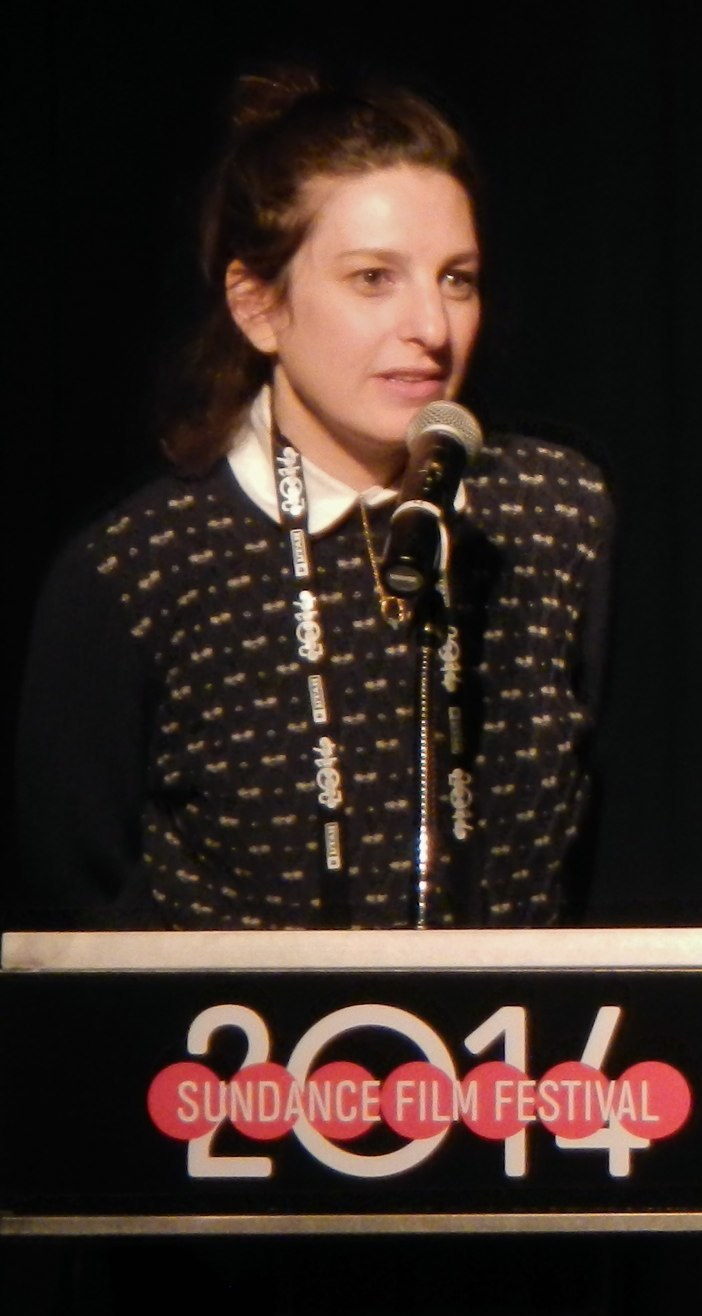
Gillian Robespierre en 2014

Nació el 29 de junio de 1978 en una familia judía y se crio en la ciudad de Nueva York.  En 2005 se graduó de la Escuela de Artes Visuales, donde se especializó en Cine y Video.  

## Carrera
Empezó su carrera trabajando como asistente de producción en películas de alto presupuesto como American Gangster.  También trabajó para el Sindicato de directores de Estados Unidos hasta 2014. 
En 2009, coescribió (con Anna Bean y Karen Maine) y dirigió el cortometraje Obvious Child, sobre una joven que queda embarazada después de una aventura de una noche y decide abortar. Robespierre se acercó a Jenny Slate para protagonizar el papel principal después de verla actuar en un club de comedia.  Más tarde, Robespierre amplió el corto hasta convertirlo en su debut cinematográfico de 2014, Obvious Child, con Slate una vez más desempeñando el papel principal. La película se estrenó en el Festival de Cine de Sundance de 2014, donde fue adquirida por A24.
A principios de 2015, anunció que estaba desarrollando un piloto de comedia para FX con Elisabeth Holm, quien coescribió Obvious Child, protagonizada por Jenny Slate y Ari Graynor.  La segunda película de Robespierre, Landline, se estrenó en el Festival de Cine de Sundance el 20 de enero de 2017, seguida de un estreno en cines el 21 de julio de 2017. La película está protagonizada por Jenny Slate, Abby Quinn, Edie Falco, John Turturro y Jay Duplass.
En enero de 2021 se anunció que Robespierre dirigiría una adaptación de la novela de Melissa Broder, The Piscis, sobre una mujer y su "encaprichamiento erótico por un tritón". La película estará protagonizada por Claire Foy. 

## Filmografía
| Año  | Título        | Crédito                       | Notas   |
| ---- | ------------- | ----------------------------- | ------- |
| 2009 | Obvious Child | Escritor, director, productor | (Corto) |
| 2014 | Obvious Child | Escritor, director, productor |         |
| 2017 | Landline      | Escritor, director            |         |
| TBA  | The Pisces    | Escritor, director            |         |

### Como director
Televisión
- Casual (4 episodios) (2017-18)
- Crashing (6 episodios) (2018-19)
- Silicon Valley (1 episodio) (2018)
- Jenny Slate: Stage Fright (2019)
- Shrill (1 episodio) (2019)
- Mrs. Fletcher (2 episodios) (2019)
- A Teacher (2 episodios) (2020)
- Only Murders in the Building (2 episodios) (2021)
- And Just Like That... (2 episodios) (2021)
- Everything's Trash (1 episodio) (2022)
- The Answers (1 episodio) (por confirmar); también productor ejecutivo